# Центральна ямка

Схематичне зображення ока

Центральна ямка, або центральне поглиблення (лат. fovea centralis) — невелике поглиблення, що розташоване в центрі жовтої плями сітківки ока, поблизу заднього полюса очного яблука. Дно центральної ямки має назву «fundus foveae».
Розмір — від 0,2 до 0,4 мм у діаметрі. Це найтонше місце сітчастої оболонки. Біля центральної ямки шари сітківки стають тонкими, а деякі навіть зникають.
Центральна ямка є місцем найгострішого зору: тут зосереджено лише колбочки. Палички в цьому місці відсутні.
Центральна ямка є тільки в сітківці людини і мавп[джерело?].